# Hydnophytum mindorense
Hydnophytum mindorense är en måreväxtart som beskrevs av Elmer Drew Merrill. Hydnophytum mindorense ingår i släktet Hydnophytum och familjen måreväxter. Inga underarter finns listade i Catalogue of Life.